# أرون بيير
أرون بيير (17 فبراير 1993 في المملكة المتحدة - ) (بالإنجليزية: Aaron Pierre)‏ هو لاعب كرة قدم بريطاني في مركز الدفاع. شارك مع منتخب غرينادا لكرة القدم. أما مع النوادي، فقد لعب مع كامبريدج يونايتد ونادي برينتفورد وويكمب وندررز.

## مسيرته الكروية
لعب أرون بيير خلال مسيرته الاحترافية مع 5 أندية في تسعة مواسم وسجل خلالها 18 هدفًا ضمن 219 مباراة. ولم يفز بأي موسم بالكأس أو بالدوري.
خاض أرون بيير مسيرته مع نادي برينتفورد في موسم 2012–13 لمدة موسم واحد، لم يشارك في أي مباراة ولم يسجل أي هدف. ثم انتقل إلى ويكمب وندررز في موسم 2013–14 ليلعب معه أربعة مواسم، حيث شارك في 129 مباراة سجل خلالها 9 أهداف. لينتقل بعدها إلى نادي نورثامبتون تاون في موسم 2017–18 ولمدة موسمين، مشاركًا في 60 مباراة سجل خلالها 7 أهداف. ثم انتقل إلى نادي شروزبري تاون في موسم 2019–20 لمدة موسم واحد، مشاركًا في 30 مباراة سجل خلالها هدفين.

## وصلات خارجية
- أرون بيير على موقع قاعدة بيانات كرة القدم.إي يو (الإنجليزية)
- أرون بيير على موقع ناشيونال فوتبول تيمز (الإنجليزية)
- أرون بيير على موقع Soccerbase.com (لاعب) (الإنجليزية)
- أرون بيير على موقع Soccerway.com (الإنجليزية)